# Gun Hill Road (linea IRT Dyre Avenue)
Gun Hill Road è una fermata della metropolitana di New York, situata sulla linea IRT Dyre Avenue. Nel 2016 è stata utilizzata da 1 619 073 passeggeri.
È servita dalle linee 2 Seventh Avenue Express, attiva solo nei fine settimana, e 5 Lexington Avenue Express, attiva solo nei giorni feriali.